# Rue du Faubourg Saint-Honoré
Rue du Faubourg Saint-Honoré – ulica zlokalizowana w 8. dzielnicy Paryża, we Francji, słynna z ekskluzywnych sklepów.

Jest ona przedłużeniem ulicy Rue Saint-Honoré i zaczyna się od skrzyżowania z rue Royale. Kiedyś w tym miejscy znajdowała się brama miejska St-Honore, stąd też powstała nazwa ulicy faubourg co po francusku oznacza przedmieścia.

Najbardziej luksusowe sklepy znajdują się na początku ulicy.  Są to  butiki znanych marek odzieżowych,  sklepy jubilerskie, salony z antykami, drogie hotele. Wśród obecnych tu sklepów słynnych domów mody można przykładowo wymienić takie marki jak: Hermès, Chanel, Gucci, Prada, Dolce & Gabbana, czy Valentino. 
 Znajdują się tu także budynki rządowe z których najsłynniejszy to  Pałac Elizejski (fr. Palais de l'Élysée), budynek nr 55, będący siedzibą prezydenta Francji.